# Бонні Гант
Бонні Лінн Гант (англ. Bonnie Lynn Hunt; нар. 22 вересня 1961) — американська кіноактриса, комікеса, письменниця, кінопродюсерка, режисерка і телеведуча.
Бонні Гант народилася і виросла в Чикаго. Розпочала свою кар'єру у шоубізнесі, виконуючи комедійні монологи в клубах та кав'ярнях у середині 1980-х. У кіно дебютувала в драмі «Людина дощу» в 1988 році. На початку 1990-х знімалася у таких телевізійних серіалах, як «Гранд» та «Девіс». Гант отримала визнання за роботу над такими фільмами, як «Бетховен», «Бетховен 2», «Джуманджі», «Джеррі Магуайр», «Зелена миля» та «Гуртом дешевше».
Вона отримала нагороду «Сатурн» та номінована на премії «Еммі», «Золотий глобус» та «Супутник».

## Фільмографія

### Фільми
| Рік  |    | Українська назва                    | Оригінальна назва                  | Роль                   |
| ---- | -- | ----------------------------------- | ---------------------------------- | ---------------------- |
| 1988 | ф  | Людина дощу                         | Rain Man                           | офіціантка Саллі Діббс |
| 1992 | ф  | Бетховен                            | Beethoven                          | Еліс Ньютон            |
| 1993 | ф  | Дейв                                | Dave                               | гід по Білому дому     |
| 1993 | ф  | Бетховен 2                          | Beethoven's 2nd                    | Еліс Ньютон            |
| 1994 | ф  | Тільки ти                           | Only You                           | Кейт Корвач            |
| 1995 | ф  | Час від часу                        | Now and Then                       | місіс Де Вітт          |
| 1995 | ф  | Джуманджі                           | Jumanji                            | Сара Віттл             |
| 1996 | ф  |                                     | Getting Away with Murder           | Гейл Голланд           |
| 1996 | ф  | Джеррі Магуайер                     | Jerry Maguire                      | Лорел Бойд             |
| 1998 | мф | Життя комах                         | A Bug's Life                       | Розі                   |
| 1998 | ф  | Випадковий поцілунок                | Kissing a Fool                     | Лінда Стрейчер         |
| 1999 | ф  | Павутина брехні                     | Random Hearts                      | Венді Джадд            |
| 1999 | ф  | Зелена миля                         | The Green Mile                     | Джен Еджкомб           |
| 2000 | ф  | Повернись до мене                   | Return to Me                       | Меган Дейтон           |
| 2001 | мф | Корпорація монстрів                 | Monsters, Inc.                     | місіс Флінт            |
| 2002 | ф  | Вкрадене літо                       | Stolen Summer                      | Маргарет О'Меллі       |
| 2003 | ф  | Гуртом дешевше                      | Cheaper by the Dozen               | Кейт Бейкер            |
| 2005 | ф  | Гуртом дешевше 2                    | Cheaper by the Dozen 2             | Кейт Бейкер            |
| 2005 | ф  | Морські черепахи                    | Loggerheads                        | Грейс Белламі          |
| 2006 | ф  | З ким би покуштувати сиру           | I Want Someone to Eat Cheese With  | Стелла Льюїс           |
| 2006 | мф | Тачки                               | Cars                               | Саллі Каррера          |
| 2009 | ф  | Сезон ураганів                      | Hurricane Season                   | директор Дюрант        |
| 2010 | мф | Історія іграшок 3                   | Toy Story 3                        | Доллі                  |
| 2011 | мф | Історія іграшок: Гавайські канікули | Toy Story Toons: Hawaiian Vacation | Доллі                  |
| 2011 | мф | Тачки 2                             | Cars 2                             | Саллі Каррера          |
| 2013 | мф | Університет монстрів                | Monsters University                | Карен Грейвс           |
| 2016 | мф | Зоотрополіс                         | Zootopia                           | Боні                   |
| 2017 | мф | Тачки 3                             | Cars 3                             | Саллі Каррера          |
| 2019 | мф | Історія іграшок 4                   | Toy Story 4                        | Доллі                  |
| 2021 | ф  |                                     | The Ultimate Playlist of Noise     | доктор Любінський      |
| 2024 | ф  | Кодове ім'я «Червоний»              | Red One                            | Місіс Клаус            |

### Серіали
| Рік       |    | Українська назва           | Оригінальна назва       | Роль                                                      |
| --------- | -- | -------------------------- | ----------------------- | --------------------------------------------------------- |
| 1984      | с  |                            | American Playhouse      | танцівниця фокстроту (серія «Under the Biltmore Clock»)   |
| 1990      | с  |                            | Grand                   | Керол Енн Смітсон (головна роль)                          |
| 1991—1992 | с  |                            | Davis Rules             | Гвен Девіс (головна роль)                                 |
| 1993      | с  |                            | The Building            | Бонні Кеннеді (головна роль)                              |
| 1995—1996 | с  |                            | Bonnie                  | Бонні Келлі (головна роль)                                |
| 2002—2004 | с  | Життя з Бонні              | Life with Bonnie        | Бонні Молой (головна роль)                                |
| 2010      | мс | Життя і пригоди Тіма       | The Life & Times of Tim | мама Гебі (серія «Nagging Blonde / Tim and the Elephant») |
| 2013—2018 | мс | Софія Прекрасна            | Sofia the First         | тітонька Тіллі (періодична роль)                          |
| 2014      | мс | Мультачки                  | Cars Toons              | Саллі Каррера (періодична роль)                           |
| 2018      | с  | Втеча з в'язниці Даннемора | Escape at Dannemora     | Кетрін Ліхі Скотт (періодична роль)                       |
| 2019      | мс | Форкі ставить запитання    | Forky Asks A Question   | Доллі (серія «What Is a Leader?»)                         |
| 2022      | мс | Зоотрополіс+               | Zootopia+               | Боні (серія «Hopp on Board»)                              |